# Бринкли, Кристи
Кри́сти Ли Бри́нкли (англ. Christie Lee Brinkley), урождённая — Ха́дсон (англ. Hudson; 2 февраля 1954, Монро, Мичиган, США) — американская актриса, фотомодель, писательница, иллюстратор, фотограф, модельер, активистка и певица.

## Биография
Кристи Ли Хадсон родилась 2 февраля 1954 года в Монро (штат Мичиган, США) в семье Херберта Хадсона и Марджори Бринкли (в девичестве Боулинг; 1930—2012). Родители Кристи развелись, и после того, как её мать повторно вышла замуж за телевизионного сценариста Дона Бринкли (1921—2012), она взяла фамилию отчима. У Бринкли есть младший брат — актёр Грег Бринкли.
В 1972 году Кристи окончила «Palisades High School», во время учёбы в котором она проживала вместе со своей семьёй в престижном лос-анджелесском районе Брентвуде. Бринкли также получила образование в «Le Lycée Français de Los Angeles» и переехала в Париж (Франция) для того, чтобы изучать искусство в 1973 году.

## Карьера
В 1973 году Кристи заметил американский фотограф Эррол Сойер в почтовом отделении в Париже. Он сделал её первые фотографии в качестве модели и познакомил с владельцем модельного агентства Elite Джоном Касабланкасом.
В 1982—2013 годах Кристи снялась в 5 фильмах и телесериалах.
Кристи является писательницей, иллюстратором, фотографом, модельером, активисткой за права человека и животных, а также певицей.

## Личная жизнь
В 1973—1981 года Кристи была замужем за художником Жаном-Франсуа Алю.
В 1985—1994 года Кристи была замужем за музыкантом Билли Джоэлом (род.1949). В этом браке Бринкли родила своего первенца — дочь Алексу Рэй Джоэл (род.29.12.1985).
В 1994—1995 года Кристи была замужем за агентом по недвижимости Ричардом Таубманом (род.1948). В этом браке Бринкли родила своего второго ребёнка — сына Джека Пэриса Таубмана (род.02.06.1995).
В 1996—2008 года Кристи была замужем за архитектором Питером Хэлси Куком (род.1959). В этом браке Бринкли родила своего третьего ребёнка — дочь Сейлор Ли Бринкли-Кук (род.02.07.1998).

## Избранная фильмография
| Год       |   | Русское название            | Оригинальное название       | Роль                     |
| --------- | - | --------------------------- | --------------------------- | ------------------------ |
| 1982      | ф | Молодость, больница, любовь | Young Doctors in Love       | имя персонажа неизвестно |
| 1983      | ф | Каникулы                    | National Lampoon's Vacation | девушка на «Феррари»     |
| 2009      | с | Дурнушка                    | Ugly Betty                  | Пенелопа Грэйбридж       |
| 2012—2013 | с | Парки и зоны отдыха         | Parks and Recreation        | Гэйл Гергич              |